# Linaria longicalcarata
Linaria longicalcarata là một loài thực vật có hoa trong họ Mã đề. Loài này được D.Y. Hong mô tả khoa học đầu tiên năm 1979.